# Османов Юрій Бекірович
Юрій Бекірович Османов (крим. Yuriy (Yusuf) Bekir oğlu Osmanov, 1 квітня 1941, Біюк-Каралез, Бахчисарайський район — 7 листопада 1993, Сімферополь) — кримськотатарський політичний та громадський діяч СРСР і України, науковець, один із лідерів кримськотатарського правозахисного руху, лідер партії Національний рух кримських татар (НРКТ), яка була альтернативою Організації кримськотатарського національного руху (ОКНР) Мустафи Джемілєва.
У вигнанні разом з батьком провів самоперепис кримських татар, який показав реальну кількість депортованих сталінським режимом кримських татар та дійсний відсоток загиблих в перші роки після депортації у Середню Азію.
1993 року був жорстоко побитий хуліганами, після чого помер у лікарні. Правоохоронні органи так і не визначили замовника, але прихильники Юрія Османова впевнені, що вбивство було політичним замовленням. Похований на кримськотатарській частині кладовища Абдал. Смерть яскравого лідера Національного руху кримських татар, здатного розвивати політичну теорію і перетворювати її в практичні справи, призвела до його фактичного занепаду.

## Ранній період
Юрій Османов народився 1 квітня 1941 року у Велико-Каралезському районі Криму. Його батько, Бекір Османов, інженер-агроном кримськотатарського походження, почав розвідку для радянських партизанів, коли під час Другої світової війни Німеччина окупувала Крим. У цей час Юрій та його мати, білоруска, переїхали до Азербайджану. У повоєнній книзі про партизанів у Криму було неправильно зазначено, що його батько, Бекір Османов, був німецьким шпигуном, якого розстріляли, але насправді він пережив війну і не був на боці Німеччини. Центральний комітет зрештою визнав це твердження хибним і наказав виправити його в пізніших виданнях книги. У 1944 році через їхнє кримськотатарське походження родину Османових було депортовано до Фергани в Узбецькій РСР як «спеціальних поселенців». Сім'я оселилась у Фергані. Незважаючи на те, що він був маленькою дитиною під час Другої світової війни, перебував далеко від Криму під час конфлікту та був сином пораненого партизана, він, як і інші, зазнавав утисків на тій підставі, що кримські татари були зрадниками, і в результаті до нього ставилися як до людини другого сорту.
Після закінчення середньої школи в 1958 році з відмінними оцінками він подав заявку до Московського державного університету, оскільки його оцінки були достатньо високими, але його заяву було відхилено, оскільки він був кримським татарином, і тому йому офіційно заборонили навчатися в навчальному закладі за межами Центральної Азії. Однак Ахмет Хан Султан дав Османову гарну рекомендацію серед науковців, і йому зрештою 1958 року дозволили навчатися в Московському державному технічному університеті імені Баумана, який він закінчив у 1965 році зі ступенем інженера-механіка. Він працював в Об'єднаному інституті ядерних досліджень та Інституті фізики високих енергій; у цей період він зацікавився рухом за громадянські права кримських татар і проводив свій вільний час, вивчаючи спадщину та праці Ісмаїла Ґаспринського, засновника кримськотатарського просвітництва.

## Активізм

### Передумови
На цей час Османов став активістом. Більшість вигнаних народів, які пережили режим «спеціальних поселенців», включаючи чеченців та калмиків, отримали повне право повернутися на батьківщину та не були позбавлені необхідних дозволів на проживання; проте радянське керівництво не застосовувало такої ж політики щодо кримських татар, і в результаті переважна більшість із них була змушена залишатися у вигнанні, оскільки не могла отримати дозвіл на проживання в Криму. Офіційний радянський наратив полягав у тому, що кримські татари пустили коріння в місцях заслання і, хоча вони не мали таких самих прав на дозвіл на проживання, як інші депортовані народи в попередніх місцях проживання, вони мали рівні права. Кримські татари, однак, стверджують, що термін «пустити коріння» є неточним. Кримські татари зазнавали погромів, куди б вони не йшли, і в їхній культурі існувала повсюдна тема бажання повернутися на Кримський півострів, зображена в таких піснях, як «О, прекрасний Криме». Відмова московської адміністрації дозволити репатріацію була мотивована не лише бажанням заспокоїти нових російських поселенців у Криму, які рішуче виступали проти ідеї повернення, але й економічними причинами: вважалося, що через високу продуктивність кримськотатарської промисловості в Центральній Азії дозвіл діаспорі повернутися підірве цілі індустріалізації Центральної Азії. Історики давно підозрюють, що насильницький опір чеченців ув'язненню у вигнанні призвів до їхньої більшої готовності дозволити своє повернення, тоді як ненасильницький кримськотатарський рух не зміг спонукати уряд Узбецької РСР до жодних спроб змусити кримських татар виїхати. Фактично, уряд карав кримських татар за те, що вони були стахановцями, водночас винагороджуючи інші депортовані національності за їхній менший внесок у соціалістичне будівництво, що ще більше підживлювало обурення серед кримських татар.

### Політична діяльність у Радянському Союзі
У січні 1968 року Османова вперше заарештували за розповсюдження листівки, в якій викладалися скарги кримських татар та вимагалася їхня повна реабілітація, за що його засудили до двох з половиною років ув'язнення у виправно-трудовій колонії суворого режиму. Після звільнення з цієї трудової колонії на золотому руднику Кизилкум, перш ніж повернутися до Фергани в 1972 році, він почав працювати інженером на скляному заводі в Азербайджані. Там він працював на заводі азотних добрив, а пізніше в інституті Гіпроводхоз. У цей період він залишався політично активним. Одним з його активістичних проектів була оцінка масштабів шкоди, завданої депортацією кримськотатарському народу.
З 1973 по 1974 рік він разом зі своїм батьком провів перепис кримських татар, депортованих до Центральної Азії, і оцінив фактичну кількість кримських татар, депортованих у 1944 році, у 423 100 осіб. Це число було значно вищим за офіційні оцінки, близько 200 000. КДБ наполягав на тому, що рівень смертності депортованих кримських татар становив «лише» близько 22 % у перші кілька років депортації, але перепис Османова та його батька встановив цей показник на рівні близько 46 %, що сфальсифікувало радянські переписи. Після складання перепису та оцінки втрат він склав список із семи скарг на радянську політику, який надіслав до центрального уряду СРСР та ООН.
У грудні 1982 року його знову заарештували та звинуватили у «наклепі на радянський лад» за розповсюдження серії листівок, що описували жорстоке поводження з кримськими татарами в Радянському Союзі. Серед самвидавних робіт, які призвели до його арешту, була листівка під назвою «Геноцид в ізраїльському стилі», в якій порівнювали ставлення СРСР до кримських татар зі ставленням Ізраїлю до палестинців. Потім він відбув три роки у трудовому таборі суворого режиму в Якутії. За три дні до запланованого звільнення його насильно доставили до Благовіщенської психіатричної лікарні, де його утримували ще два роки та піддали каральній психіатрії. Під час перебування активіста у в'язниці, помер його батько, один з небагатьох, кому дозволили повернутися до Криму. Під пильним наглядом КДБ його поховали поруч із Мусою Мамутом, який покінчив життя самогубством , підпаливши себе на знак протесту проти примусового виїзду з Криму. Юрій Османов був звільнений у вересні 1987 року в період Перебудови, очолюваної останнім лідером Радянського Союзу Михайлом Горбачовим, і повернувся до своєї активної діяльності. У липні того ж року, за головування Президії Верховної Ради Андрія Громико, було створено державну комісію для розгляду та оцінки запиту про екстрадицію.
Зневажливе ставлення Громико та нездатність гарантувати їм право на повернення призвели до того, що члени руху за громадянські права кримських татар дистанціювалися від цього процесу. У червні було відхилено прохання про відновлення кримськотатарської автономії в Криму, і було підтримано лише незначні зусилля щодо репатріації районів, де проживало депортоване населення, водночас було задоволено лише низькопріоритетні вимоги, такі як збільшення кількості місцевих публікацій та навчання кримськотатарською мовою. Нездатність Громико продемонструвати «відсутність суттєвого остаточного прогресу у відновленні автономії та наданні кримським татарам права на повернення» викликала масові протести. Член комісії Анатолій Лук'янов зазначив, що іншим національностям, депортованим під час війни, було дозволено повернутися, і виділив випадок калмиків, яких депортували менш ніж за рік до кримських татар, але їм було дозволено повернутися на тих самих офіційних підставах; калмики у вигнанні змогли повернутися до Калмикії в 1950-х роках. Співпраця калмиків з німцями у війні не використовувалася як привід для ставлення до калмицьких цивільних осіб як до громадян другого сорту у 1980-х роках, оскільки на той час вони були фактично реабілітовані, тоді як до кримських татар все ще ставилися як до громадян другого сорту. Це часто виправдовувалося повторенням тих самих офіційних тез про їхні нібито дії під час Другої світової війни. Менш ніж через два роки після того, як комісія Громико відхилила вимоги про автономію та репатріацію, почалися масові вбивства месхетинських турків, які проживали у вигнанні в Центральній Азії. Деякі кримські татари також стали мішенями під час погромів, але Османов відіграв активну роль у деескалації конфлікту та захисті місцевих кримськотатарських громад від агресорів. Після погромів стало зрозуміло, що кримські татари та месхетинські турки не асимілювалися в Центральній Азії, як це передбачала адміністрація СРСР, і для переоцінки запитів кримських татар була створена друга комісія, до складу якої входив Юрій Османов. У листопаді була прийнята «Декларація про злочинність і невиправданість дій держави щодо народів, які зазнали депортації», заснована на проекті постанови «Про визнання репресивних актів проти народів, які зазнали насильницького переміщення, та забезпечення їхніх прав». 14 грудня 1989 року Верховна Рада СРСР визнала депортацію незаконною, а в 1990 році Османова призначили виконуючим обов'язки голови Державного комітету у справах депортованих народів при Кримському облвиконкомі. На цій посаді він домігся від керівництва республік Центральної Азії та Криму дозволу на повне повернення, а також домігся виділення коштів на підтримку репатріантів. Він обіймав цю посаду до березня 1991 року.
В 1989 році включений до Держкомісії Верховної Ради СРСР з проблеми кримськотатарського народу. В 1990 році створює Комітет у справах депортованих у Криму. В 1991 році виключений зі складу Комітету. В 1992 році перевозить у Крим сім'ю.
Редактор кримської газети «Арекет» (м. Сімферополь).
Давні розбіжності між послідовниками Юрія Османова та Мустафи Абдулджеміла Киримоглу стали ще більш вираженими в період перебудови. Національного руху кримських татар Османова мала на меті відновлення титульних корінних народів на їхній батьківщині за ленінським принципом національної автономії Кримської Автономної РСР, тоді як фракція Абдулджеміла Киримоглу, тоді відома як Організація крымскотатарського національного руху (ОКНР), мала на меті створення незалежної кримськотатарської держави, яка пізніше діяла як Меджліс кримськотатарського народу. Османов дуже боявся, що більш радикальна ОКНР загострить і без того напружену міжетнічну напруженість у Криму. ВШирокого поширення набула татарофобія, і ОКНР дедалі більше вимагала більшетериторій для кримських татар, замість того, щоб намагатися впровадити більш примирливі заходи.

### Останні роки
Після виходу з комісії Османов присвятив себе журналістиці та НРКТ. У 1991 році він заснував газету «Арекет», де працював головним редактором до кінця свого життя. Він також дописував до інших газет і писав про міжнаціональні відносини в Криму. У 1992 році разом з дружиною та донькою переїхав до рідного Криму. У березні 1993 року став деканом факультету сходознавства Таврійського еколого-політичного університету. Того ж року він відвідав Туреччину, щоб зустрітися з кримськотатарською діаспорою. Зустріч пройшла добре, але розбіжності Османова з членами Меджлісу кримськотатарського народу посилилися після того, як Абдулчеміл Кримчаноглу зробив суперечливі коментарі двом турецьким газетам. Османов дуже боявся, що Крим перетвориться на місце насильства на кшталт Чечні, і хвилювався, що методи Меджлісу можуть спровокувати місцеве російське населення. Однак, перш ніж він зміг повністю реалізувати свої політичні прагнення, Османов був жорстоко побитий увечері 6 листопада 1993 року, коли повертався додому з роботи, і помер від отриманих ран наступного дня. Винуватці загибелі не знайдені. Більшість його послідовників вважають, що це було політичне вбивство. Смерть Османова призвела до розпаду та майже забуття НДКТ, залишивши Меджліс найбільшою кримськотатарською політичною партією.

## Публікації
- Ю. Османов. «Крым — родина моя!» («Крим — вітчизна моя!»)
- Ю. Османов. «Белая книга национального движения крымских татар» («Біла книга національного руху кримських татар»)

### Книги
- Червонная Светлана Михайловна. Крымскотатарское национальное движение (1994 - 1996). — М. : Институт этнологии и антропологии РАН, 1997.
- М. Н. Губогло, С. М. Червонная. Крымскотатарское национальное движение. — М. : ЦИМО, 1992. — Т. 1. — («Национальные движения в СССР»).
- Allworth, Edward (1998). The Tatars of Crimea: Return to the Homeland: Studies and Documents. Durham: Duke University Press. ISBN 9780822319948. LCCN 97019110. OCLC 610947243.
- Human Rights Watch (1991). Punished Peoples" of the Soviet Union: The Continuing Legacy of Stalin's Deportations (PDF).
- Osmanov, Yuri (2013). ru:Исторические справки: Сборник исторических статей (рос.). Сімферополь: NDKT.